# Anderson Conceição
Anderson Conceição Benedito, mais conhecido como Anderson Conceição (Caravelas, 24 de outubro de 1989) é um futebolista brasileiro que atua como zagueiro. Atualmente, defende o Boavista-RJ

## Carreira

### Vasco da Gama
Em 23 de dezembro de 2021, foi anunciado como novo reforço do Vasco da Gama. Sendo o capitão da equipe durante boa parte da temporada, foi peça fundamental no acesso do Vasco à Série A 2023. Após não ter muitas oportunidades no Vasco em 2023, o seu desligamento no clube foi confirmado no dia 30 de março. Ao todo, atuou em 51 jogos e marcou 1 gol durante sua passagem no Vasco da Gama.

### CRB
Em 1 de abril de 2023, foi anunciado como novo reforço do CRB para a disputa do Campeonato Brasileiro Série B e Copa do Brasil.

## Estatísticas
Atualizado até 01 de abril de 2023.[carece de fontes?]

### Clubes
| Equipe            | Temporada         | Campeonato nacional | Campeonato nacional | Campeonato nacional | Copa nacional[a] | Copa nacional[a] | Copa nacional[a] | Competições continentais[b] | Competições continentais[b] | Competições continentais[b] | Outros torneios[c] | Outros torneios[c] | Outros torneios[c] | Total | Total | Total   |
| Equipe            | Temporada         | Jogos               | Gols                | Assist.             | Jogos            | Gols             | Assist.          | Jogos                       | Gols                        | Assist.                     | Jogos              | Gols               | Assist.            | Jogos | Gols  | Assist. |
| ----------------- | ----------------- | ------------------- | ------------------- | ------------------- | ---------------- | ---------------- | ---------------- | --------------------------- | --------------------------- | --------------------------- | ------------------ | ------------------ | ------------------ | ----- | ----- | ------- |
| Cuiabá            | 2019              | 25                  | 2                   | 0                   | —                | —                | —                | —                           | —                           | —                           | 4                  | 0                  | 0                  | 29    | 2     | 0       |
| Cuiabá            | 2020              | 29                  | 3                   | 0                   | 4                | 0                | 0                | —                           | —                           | —                           | 11                 | 1                  | 0                  | 44    | 4     | 0       |
| Cuiabá            | 2021              | —                   | —                   | —                   | 1                | 0                | 0                | —                           | —                           | —                           | 3                  | 0                  | 0                  | 4     | 0     | 0       |
| Cuiabá            | Total             | 54                  | 5                   | 0                   | 5                | 0                | 0                | 0                           | 0                           | 0                           | 18                 | 1                  | 0                  | 77    | 6     | 0       |
| Vasco da Gama     | 2022              | 36                  | 1                   | 0                   | 2                | 0                | 0                | —                           | —                           | —                           | 12                 | 0                  | 0                  | 50    | 1     | 0       |
| Vasco da Gama     | 2023              | 0                   | 0                   | 0                   | 0                | 0                | 0                | —                           | —                           | —                           | 1                  | 0                  | 0                  | 1     | 0     | 0       |
| Vasco da Gama     | Total             | 36                  | 1                   | 0                   | 2                | 0                | 0                | 0                           | 0                           | 0                           | 13                 | 0                  | 0                  | 51    | 1     | 0       |
| Total na carreira | Total na carreira | 90                  | 6                   | 0                   | 7                | 0                | 0                | 0                           | 0                           | 0                           | 31                 | 1                  | 0                  | 128   | 7     | 0       |

- a. ^ Jogos da Copa do Brasil
- b. ^ Jogos da Copa Sul-Americana
- c. ^ Jogos do Copa Verde, Campeonato Mato-Grossense e Campeonato Carioca

## Títulos
Bahia
- Campeonato Baiano: 2014

Joinville
- Campeonato Brasileiro Série - B: 2014[4][5]

Cuiabá
- Copa Verde: 2019
- Campeonato Mato-Grossense: 2021